# 768 Struveana
768 Struveana este un asteroid din centura principală, descoperit pe 4 octombrie 1913, de Grigori Neuimin.